# جوناثان دراموند ويب
جوناثان دراموند ويب (بالإنجليزية: Jonathan Drummond Webb)‏ (29اب 1959_26 كانون الأول 2003)   جرّاح قلب أطفال من جنوب إفريقيا.
نال  اهتماما  وطنيا عن طريق المسلسل التلفزيوني الذي أنتجته قناة ايه بي سي الإخبارية بعنوان  وحدة العناية المركزة في مستشفى آركانساس للأطفال الذي عرض عمليات جراحية معقدة خلال صيف 2002. وفي أواخر 2004 قاد دراموند ويب فريقا طبيا تمكن بنجاح من الحفاظ على حياة طفل عن طريق مضخة قلب مطورة حديثا لحين إجراء عملية زرع القلب له. وتمكن الطفل ترافيس ماركوس من العودة  إلى المنزل في الوقت المناسب للاحتفال بعيد الميلاد المجيد بعد أن عانقه دراموند ويب وأهداه هدية.
ولد دراموند ويب في جوهانسبرج في جنوب افريقيا، وتخرج من جامعة ويتواترسراند عام 1982, أكمل فترة التدريب وسنتين من الإقامة هناك. قَدِمَ مع زوجته لورين دي بلانش (و هي طبيبة أيضا) إلى الولايات المتحدة عام 1993 ليحصل على الزمالة في الجراحة من جامعة يوتا. وبعد مرور سنتين ذهب ليكمل تخصصا آخر في مستشفى كليفلاند حيث أصبح هناك رئيس قسم الجراحة لزراعة القلب والرئة للأطفال. وفي عام 2001 عيّن رئيسا لقسم جراحة عيوب القلب الخلقية للأطفال في مستشفى اركانساس للأطفال في ليتل روك اركانساس. ولقد شغل ذاك المنصب حتى وفاته.
وقال توم بونر المتحدث الرسمي باسم المستشفى ان الجراح كان عداءً يملك روح المنافسة ولاعباً في السباق الثلاثي (سباق يبدأ بالسباحة ثم ركوب الدراجة وينتهي بالجري) وكان يحب رياضة الغوص، كان دراموند أيضا من ابطال ولاية اركانساس اذ كان يظهر في الاعلانات التجارية التي تروج للولاية لاستقطاب الاستثمارات.
انتحر دراموند ويب جراء اخذه جرعة زائدة من مسكن الالم اوكسيكودون، فقد وجدت زوجته جثته مع رسالة. ووفقا لما ذكره مستشفى اركانساس للاطفال، يعتقد الزملاء انه عانى من نوبة فجائية من الاكتئاب وقد اشارت الرسالة التي كتبها قبيل انتحاره إلى ان الإحباط المهني قد يكون سبباً في وفاته.
المراجع:
Oliver, Myrna (31 December 2004 . "Jonathan Drummond-Webb, heart surgeon". Los Angeles Times. Retrieved 10 February 2018